# Samvel Babayan
Samvel Babayán (armenio: Սամվել Բաբայան), (* 5 de marzo de 1965) fue el comandante en jefe del Ejército de Defensa de Nagorno-Karabaj desde 1994 hasta 2000 y es el líder del partido político karabajo Dashink.
En el año 2000 fue sentenciado a 14 años de prisión por el intento de asesinato contra el presidente Arkady Ghoukasyan en Stepanakert. El 18 de septiembre de 2004 fue liberado de la prisión de máxima seguridad de Shusha por motivos de salud.
- Datos: Q2495740
- Multimedia: Samvel Babayan / Q2495740